# سرآب ننیز
سرآب ننیز، روستایی از توابع بخش مرکزی شهرستان گچساران در استان کهگیلویه و بویراحمد ایران است.

## جمعیت
این روستا در دهستان امامزاده جعفر قرار دارد و براساس سرشماری مرکز آمار ایران در سال ۱۳۸۵، جمعیت آن ۹۰۲ نفر (۲۰۳خانوار) بوده‌است.
اکثر فامیلی های ساکن متشکل از ملک زاده ها شهابی ها جهانگیری ها گرامی ها مردانی ها دشتی ها گودرزی ها عنبریان ها و فرهمندیان ها می باشد.

## زبان
زبان مردم این روستا لری و از طایفه عالیشاهی  می باشند.
اغلب ساکنین این روستا متشکل از جمعیت لر زبان و ترک های قشقایی می باشد .
روستای سرابننیز یکی از قطب های گردشگری شهرستان گچساران می باشد. 